# Кугама
Кугама (англ. kugama) — адамава-убангийский народ, населяющий восточную часть Нигерии, области к югу от реки Бенуэ, к востоку от селения Апава и к северу от селения Яда (район Фуфоре штата Адамава). Этническая территория кугама находится в окружении селений и городов народа фульбе. К западу от кугама расселены родственные ему народы мумуйе, йенданг, вака, теме, кумба, бали, пассам и генгле.
По оценкам, представленным на сайте Joshua Project, численность народа кугама составляет порядка 5600 человек.
Народ кугама говорит на идиоме адамава-убангийской семьи нигеро-конголезской макросемьи. По одним данным этот идиом представляет собой самостоятельный язык — кугама. По другим данным этот идиом, известный под названием кугама-генгле, или генгле-кугама, является языком, общим для народов кугама и генгле («кугама» и «генгле» при этом обозначают два равноправных варианта названия языка и названия двух близких друг другу диалектов). Численность говорящих на языке кугама, согласно данным, опубликованным в справочнике языков мира Ethnologue, составляет около 5000 человек (1995). Представители народа кугама в тех или иных районах своего расселения помимо родного также владеют близкородственными адамава-убангийскими языками генгле, кумба и йенданг, джукуноидным языком джиба и западночадским языком хауса.
Большинство представителей народа кугама придерживается традиционных верований (80 %), часть из них исповедует ислам (10 %) и христианство (10 %).